# Nahverkehrsgemeinschaft Weiden-Neustadt an der Waldnaab

Logo der Nahverkehrsgemeinschaft Weiden – Neustadt an der Waldnaab

Die Nahverkehrsgemeinschaft Weiden-Neustadt an der Waldnaab (NWN) ist ein Zusammenschluss der Regionalen Busunternehmen in Weiden in der Oberpfalz und im Landkreis Neustadt an der Waldnaab.
Die Verkehrsgemeinschaft koordiniert die Fahrpläne und ist der Ansprechpartner für die Fahrgäste.
Die Nahverkehrsgemeinschaft wendet den Tarif Oberpfalz Nord (TON) an, wobei der Schienenpersonennahverkehr nicht integriert ist.

## Beteiligte Verkehrsunternehmen
Folgende Busunternehmen gehören zur Nahverkehrsgemeinschaft Weiden – Neustadt an der Waldnaab:
- Bock Touristik GmbH
- Eska Stiftlandkraftverkehr
- Omnibus Fraunholz
- Omnibus Göttel e. K.
- Omnibus – Reisebüro Kreuzer
- Mädl Bus GmbH
- DB Ostbayernbus
- Wolf-Reisen, Georgenberg
- Wolf-Reisen, Moosbach
- Wies-Faszinatour
- Stadt Neustadt an der Waldnaab

## Weblink
- Website der Nahverkehrsgemeinschaft Weiden – Neustadt an der Waldnaab